# L'Esprit de vengeance
L'Esprit de vengeance est le huitième roman de Christophe Donner, publié chez Grasset en 1992.
Ce roman autobiographique retrace dix ans de vie de l'auteur, à partir de son départ de chez sa mère, alors qu'il a quinze ans. Ce roman a en toile de fond son grand-père maternel Jean Gosset, philosophe et Résistant mort au camp de Neuengamme en 1944. Il raconte sa vie avec le réalisateur Jean-Michel Barjol et les années passées chez Simone et Paul Ricœur, au sein de la communauté intellectuelle de la revue Esprit à Châtenay-Malabry. Le philosophe Paul Ricœur gagnera d'ailleurs son procès contre l'auteur pour "atteinte à l'intimité de la vie privée" , ce qui amènera le retrait du livre, avant son reparution avec des blancs à la place du nom du philosophe. Une nouvelle édition interviendra plus tard, où le nom du philosophe prendra la forme d'un pseudonyme.

## L'histoire
Parti en Sicile pour "écrire le livre sur [son] grand-père", l'auteur raconte aussi sa vie dans l'ombre tutélaire de ce grand-père Résistant mort en déportation, et la période de dix ans au cours de laquelle il vit chez le philosophe Paul Ricœur, qui a remplacé son grand-père au sein de la communauté intellectuelle de la revue Esprit.
Cette période est celle où il partage la vie du réalisateur Jean-Michel Barjol qui, après avoir tourné "What a Flash !", film expérimental dans lequel Donner lui-même tenait un petit rôle, n'arrive plus à trouver de financements pour de nouveaux projets. Ils vivent alors une vie de bohème, faite de misère et d'espoir, qui les mènera chez les Ricœur à Châtenay-Malabry.
Ils y échouent par l'intermédiaire du fils du philosophe, Olivier, qui déjà est sous l'emprise de l'alcool et de l'éther.
La trame du livre est celle d'une double substitution : comment Paul Ricœur a remplacé Jean Gosset au sein de la communauté Esprit, et comment Christophe a remplacé Olivier dans le cœur de ses proches.

## La forme du roman
Initialement envisagé comme une biographie de son grand-père, l'auteur se rend compte très vite que ce roman ne peut être que l'histoire, plus vaste, du souvenir que ce grand-père a laissé et de l'influence de ce souvenir sur la vie de différentes personnes : sur lui-même, qui s'est construit en partie sur l'absence de cette figure héroïque et dont il porte le nom de clandestinité ; sur sa famille maternelle, qui vit perpétuellement dans le souvenir ; sur la communauté Esprit, dont le défunt est devenu le héros martyr, celui qui était mort pour les autres.
De fait, le roman se fait journal. Donner y place d'ailleurs des éléments touchant à ses conditions intellectuelles et matérielles autour de l'écriture de ce roman, notamment ses conditions de vie et d'installation en Sicile.
"Mon grand-père, le thème de mon grand-père n'aura été qu'une porte, une configuration stylistique inventée par moi pour raconter ma vie."

## Les principaux personnages
Outre Christophe Donner lui-même :
- Paul : philosophe, membre éminent de la communauté intellectuelle de la revue Esprit, il a été doyen de la faculté de Nanterre. Il accueille Chris et Jim dans sa maison de Châtenay-Malabry.
- Jim : réalisateur, il partage la vie de Christophe. Après le succès critique de "What a Flash !", il a des difficultés à trouver des financements pour ses nouveaux projets, compte tenu de son refus d'écrire un quelconque scénario. Pour rassurer ses proches, notamment Chris et Olivier, il accepte de réaliser des reportages.
- Olivier : fils de Paul, il est assistant réalisateur, notamment sur les films de Jim. Réputé dans le métier, il est cependant rendu ingérable par ses addictions.
- Jean Gosset : philosophe, disciple prometteur d'Emmanuel Mounier (le père du personnalisme et fondateur de la revue et de communauté Esprit), il rejoint la Résistance dès 1940 et le front de l'intérieur. Celui que l'on appelait "porcelaine de Saxe" tant il paraissait fragile conduit ses principales actions contre l'occupant notamment dans la région de Lorient. Mort au camp de Neuengamme en 1944, il laisse une veuve et trois enfants, dont la mère de Christophe.
- Grand-mère Gosset : veuve de Jean Gosset, elle est marquée par des crises de démence et vit dans le souvenir.